# Fortezza di Poznań

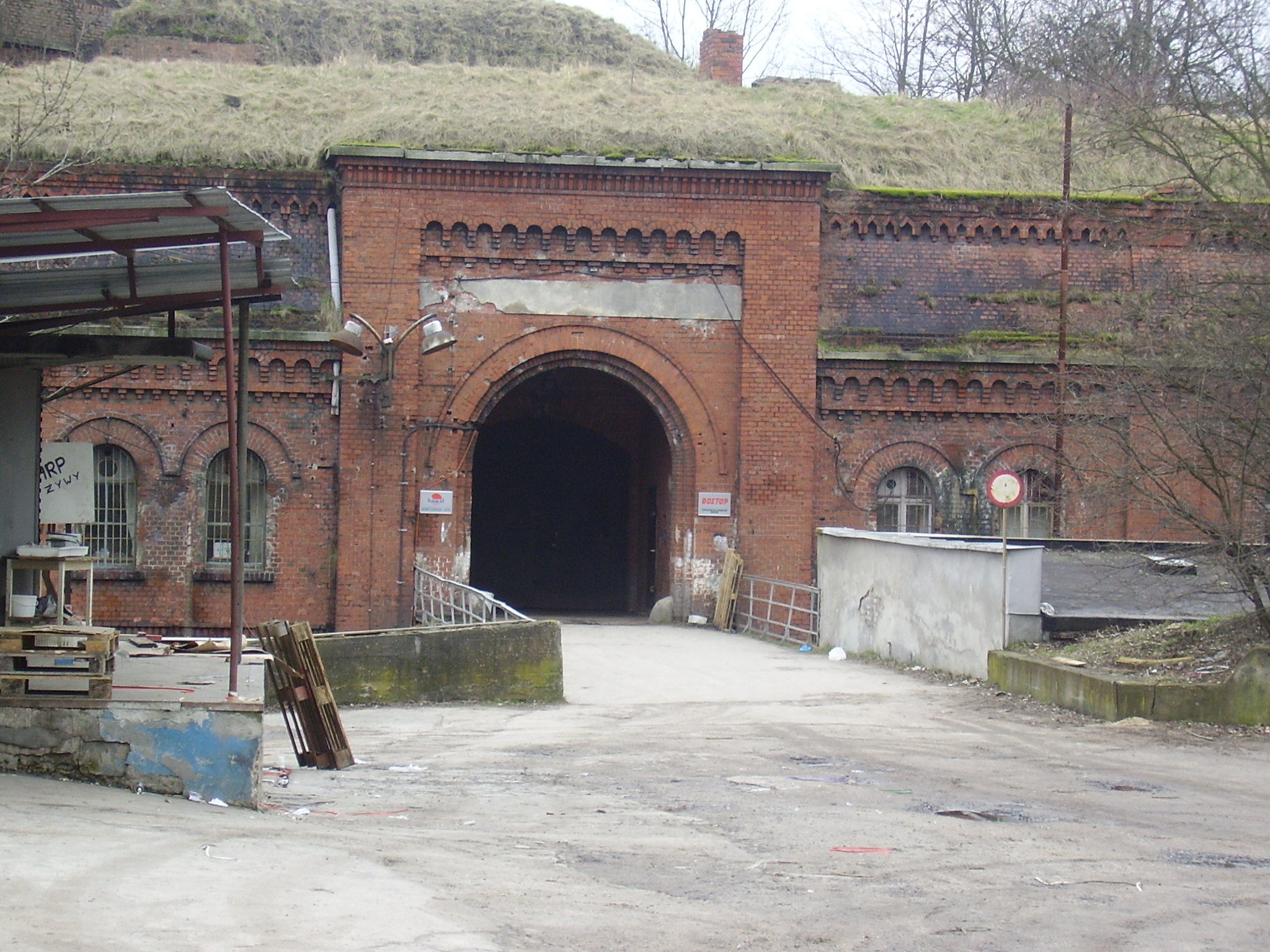
Fort II

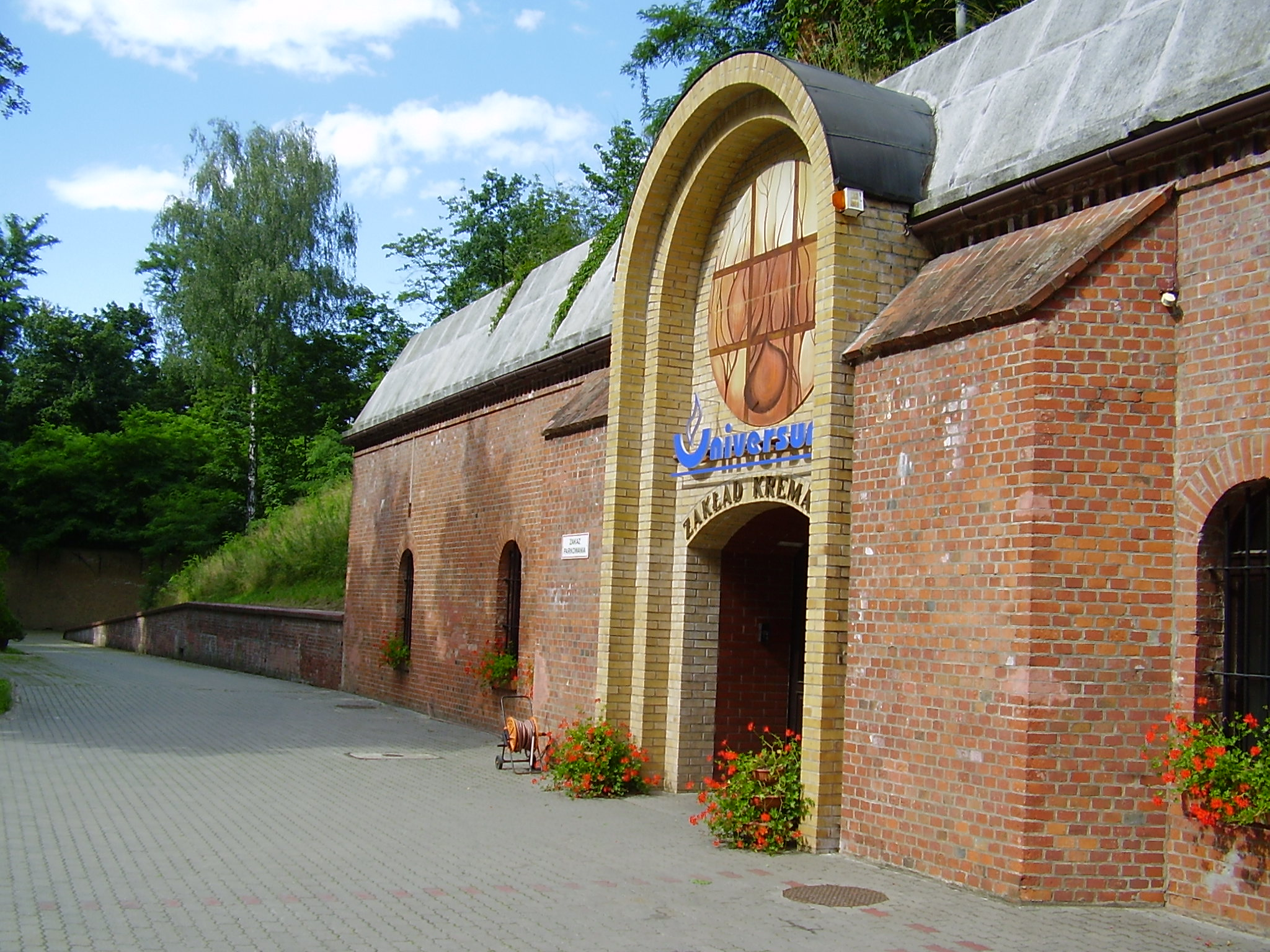
Fort IIIa

Fortezza di Poznań (in tedesco: Festung Posen) - una serie di fortificazioni costruite nella città di Poznań (Polonia) nei secoli XIX e XX, il terzo sistema più grande del suo genere in Europa.